# (37032) 2000 UL8
2000 UL8 (asteroide 37032) é um asteroide da cintura principal. Possui uma excentricidade de 0.14170860 e uma inclinação de 9.55574º.
Este asteroide foi descoberto no dia 24 de outubro de 2000 por LINEAR em Socorro.